# Гоар (святой)
Гоа́р, Гоа́р Аквита́нский (ок. 585, Аквитания, Франция — 6 июля 649, Обервезель, Германия) — отшельник, священник, католический святой, память 6 июля.

## Житие
Святой Гоар родился в 585 году в благородной семье в Аквитании, и его благочестие было подмечено ещё в юности.
Когда он наконец был рукоположён в сан священника, он стал известен своими сильными проповедями. Однако св. Гоар хотел служить Богу более скрытно, поэтому он в 618 году убыл за границу, в район Трира, чтобы стать отшельником близ города Обервезель. Несмотря на своё намерение жить в уединении и неизвестности, слава его святости распространилась по всей стране.
Гоара часто посещали путешественники, искавшие духовного совета. Однажды он был осмеян двумя паломниками, которые сказали Рустику, епископу Трира (лат. Rusticus), что сей отшельник лицемерен и не живёт по своим обетам бедности и целомудрия.
Гоара позвали на епископский суд. По преданию, когда Гоар предстал перед Рустиком, были явлена чудеса, сыгравшие решающую роль в доказательстве его невиновности. Более того, чудом было явлено, что именно Рустик виновен в неверности и похотливости. В результате Сигиберт III, король Австразии, пригласил св. Гоара в Метц и попросил его занять место Рустика в Трире.
Иное предание гласит, что епископ Рустик обвинил св. Гоара в колдовстве, что было опровергнуто королём Сигибертом, сместившим Рустика за его нечестность и предложившим св. Гоару кафедру в Трире.
Святой Гоар попросил время на раздумья, однако, прибыв в Обервезель, он скончался 6 июля 649 года, так и не став епископом.

## Почитание
Как сообщала энциклопедия, в 1768 году в небольшом городке на берегу Рейна, который носит имя св. Гоара, была маленькая церковь, освящённая в его честь. Там же сообщалось, что Карл Великий построил церковь св. Гоара на месте его отшельнической кельи. Именно около этой церкви на левом берегу Рейна между Везелем и Боппардом вырос город Санкт-Гоар-на-Рейне (нем. Sankt Goar am Rhein).

## Чудеса св. Гоара

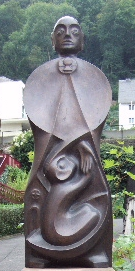
Бронзовая статуя в Санкт-Гоаре

«Житие святого Гоара» (лат. Vita Sancti Goaris) было написано в 839 году монахом Вандальбертом из Прюмского аббатства. В нём содержатся описания различных чудес, совершённых Гоаром.
Так, около церкви св. Гоара был найден подкидыш, и епископ потребовал от святого назвать имя его отца в доказательство своей невинности. Святой Гоар прошёл это испытание — отцом ребёнка он назвал самого епископа Рустика, который был столь изумлён этим, что начал просить прощения.
Другое чудо объясняет, почему святого Гоара изображают повесившим шляпу на солнечный луч. Когда святой отклонил предложение Сигиберта занять Трирскую кафедру, он бросил свой плащ с капюшоном на солнечный луч. Одежда повисла на луче, как если бы этот луч был твёрд. Это чудо было явлено не ради бравады, но дабы подтвердить верность принятого решения.
Святого Гоара изображают либо как отшельника с тремя оленихами, дающими ему молоко, либо с моделью храма в Санкт-Гоаре-на-Рейне.
Примечание. Имеется мнение, что св. Гоар был аланом по происхождению.